# Puntone (Bientina)
Puntone è una frazione del comune italiano di Bientina, nella provincia di Pisa, in Toscana.

## Geografia fisica
La frazione del Puntone è situata a 8 m di altitudine, al centro della pianura che fu ricavata in seguito al prosciugamento del lago di Bientina, avvenuto nella metà del XIX secolo. Il territorio della frazione coincide con quella vasta area rurale compresa tra il canale emissario di Bientina – già canale del Cilecchio o canale Imperiale – ad ovest, le prime colline delle Cerbaie ad est ed il paese di Bientina a sud.
Il Puntone confina a nord con Orentano ed è collegato ad Altopascio, in provincia di Lucca, dalla strada provinciale 3 Bientina-Altopascio; confina inoltre ad ovest con Cascine di Buti e con la frazione bientinese di Caccialupi, mentre dista circa 4 km da Bientina e poco più di 25 km da Pisa.

## Storia
Il territorio dove sorge il Puntone era occupato sin dall'antichità dal lago di Bientina, detto anche lago di Sesto, e coincide con il centro stesso del lago.
Nella località La Tura, sulle sponde sud-occidentali del lago, il 27 ottobre 1766 si recò in visita il granduca Leopoldo I di Lorena, giunto nel bientinese per documentarsi di persona circa i lavori di bonifica, e qui incontrò i rappresentanti dei comuni di Buti e di Bientina prima di recarsi in barca nella località denominata Isola per una battuta di pesca. Sempre in località La Tura vennero realizzate da Leonardo Ximenes le cateratte che regolavano l'afflusso delle acque del lago nel canale Serezza, che andava poi ad immettersi nell'Arno.
La frazione nacque quindi in seguito al completo prosciugamento del lago completato nel 1859, e si sviluppò nelle campagne ad est della strada provinciale Bientina-Altopascio, che conduce nella provincia di Lucca. Con l'incremento delle attività agricole e la nascita di nuclei abitati costituiti da poderi e fattorie, la frazione divenne presto un vivace centro a carattere rurale. Nel 1951 il centro abitato del Puntone contava 51 abitanti, ma che aumentavano a 492 se vi si includono anche i casolari sparsi nella campagna gravitante su di esso. Al censimento del 2011 nel centro abitato del Puntone si registravano 213 abitanti.

## Società

### Tradizioni e folclore
Il Puntone è una delle nove contrade che partecipano alla manifestazione storica del Palio di Bientina, risultata vincitrice in cinque occasioni (2004, 2006, 2007, 2017 (Palio straordinario), 2019). I suoi colori sono il nero e il rosso.

## Geografia antropica
Nell'ampio territorio rurale della frazione sono compresi anche altri nuclei abitati e numerose case sparse che gravitano sul centro principale del Puntone, costituito dai due nuclei originari di Case Puntone e Corte Pacini (8 m s.l.m., 213 abitanti).
Le altre borgate del territorio sono:
- Case Mazzantino (11 m s.l.m., 21 abitanti)[5]
- La Tura (10 m s.l.m., 42 abitanti)[5]
- Podere Sant'Achille (8 m s.l.m., 49 abitanti)[5]
- Ponte dell'Antico (10 m s.l.m., 31 abitanti)[5]